# Francisco Lara Guerrero
Francisco Lara Guerrero, conocido artísticamente como Paco Lara ‘Mariajuano’ (Barrio de Corea, Torreperogil, 28 de agosto de 1944-Madrid, 8 de octubre de 2023) fue un escultor español de finales del siglo XX y comienzos del XXI.

## Biografía
Desde muy joven empezó a trabajar como cantero en su pueblo natal, su maestro le enseñaría a cortar la piedra con formas específicas para ser utilizadas en la obra, para desarrollar, losas, bordillos, escalones etc., demostrando gran habilidad artística, en su adolescencia se trasladó al País Vasco para continuar desarrollándose en su profesión y comenzar sus estudios como escultor. Se graduó en Artes Plásticas y Oficios Artísticos, realizó estudios de arte en la Academia La Palma, en la Escuela de Artes y Oficios de Baeza, y en la Menéndez Pelayo de Madrid.
En 1971 se traslada a vivir a Parla, donde además trabajó profesionalmente en el sector automovilístico, formando parte del equipo de diseño de la marca Peugeot y continuo desarrollando su carrera artística, comenzó a impartir clases de modelado y escultura en la Universidad Popular de la ciudad de Parla.
Entre sus obras, construidas mayormente en piedra y en bronce cabe destacar que diseñó 378 obras repartidas por todo el mundo, y contaba con una pequeña colección privada que utilizaba en exposiciones, llevando sus obras a multitud de galerías, destacando Chicago, San Francisco, Gante, Bruselas, Londres y el Centro Pompidou de París.
Regresó a Jaén, tras su jubilación, aunque sin perder su vínculo con Parla, siendo esta su segunda residencia. Francisco Lara fallecería en el año 2023

## Reconocimientos
Cuenta con una plaza que lleva su nombre en el municipio de Parla, inaugurada en 2024 como homenaje a su memoria.
En 1978 fue galardonado con la Tercera Medalla en la Sección de Escultura del Salón de Otoño, Palacio de Cristal. (Madrid).

## Obra
Entre sus obras destacan esculturas de gran formato, localizadas principalmente en espacios al aire libre en diferentes localidades como Torreperogil, Parla, en una colección privada en Mallorca y en Saint-Vincent-de-Cosse en Francia, y destaca el encargo que realizaron los Ministerios del Gobierno de España, elaborando un recuerdo para altos mandatarios políticos.